# 로부스티아노 빌바오
로부스티아노 빌바오 에체바리아(스페인어: Robustiano Bilbao Echevarría; 1900년 12월 18일, 바스크 주 네구리 ~ 사망일 미상)는 줄여서 로부스(스페인어: Robus)로 알려진 스페인의 전 축구 선수이다. 그는 1928년 하계 올림픽의 축구 대회에 참가했다.